# أبو الحسين إسحاق بن إبراهيم
أبو الحسين إسحاق بن إبراهيم(توفي في يوليو 850) كان مسؤولاً من القرن التاسع في خدمة الخلافة العباسية.كان أحد أفراد عائلة مصعبيد، وكان على صلة بالولاة الطاهريين في خراسان، وكان هو نفسه من أبرز منفذي سياسة الخلافة في عهود المأمون والمعتصم. المتوكل.
في عام 822 تم تعيينه رئيسًا لأمن بغداد، وعلى مدى العقود الثلاثة التالية أشرف على العديد من التطورات الرئيسية في تلك المدينة، بما في ذلك تنفيذ المحنة أو محاكم التفتيش، وإزاحة الحكومة المركزية العباسية إلى سامراء .وقمع محاولة تمرد أحمد بن نصر الخزاعي .بعد وفاته، بقيت شرتة بغداد لفترة وجيزة في أيدي أبنائه، قبل أن يتم نقلها إلى الطاهر محمد بن عبد الله بن طاهر عام 851.

## وظيفة مبكرة

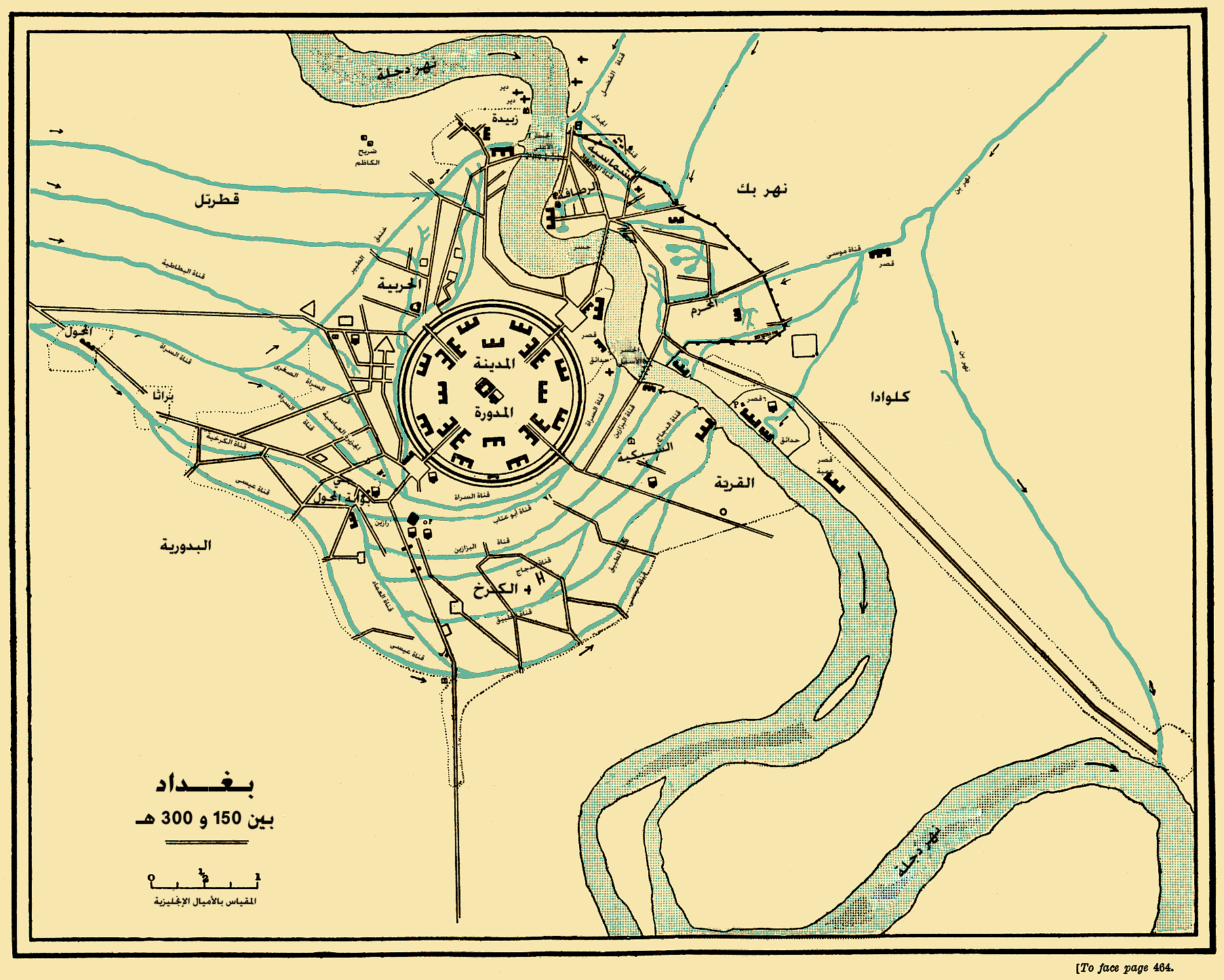
بغداد في القرن التاسع

لا يُعرف سوى القليل عن بداية حياة إسحاق، بخلاف أنه من المحتمل أن يكون قد ولد عام 793.ظهر لأول مرة  في كاليفورنيا.822 عندما تم تعيينه على مناطق الشرطة والعوائد في بغداد نيابة عن ابن عمه الأول عبد الله بن طاهر،  بعد رحيل الأخير إلى الجزيرة لمحاربة المتمرد نصر بن شبث العقيلي، وكان هذا الحدث بمثابة بداية مشواره الطويل في بغداد.
على مدى السنوات العديدة التالية، ظهر إسحاق بشكل متقطع في المصادر.في عام 825 قام بإيواء نصر بن شبث لفترة قصيرة بعد استسلام الأخير وإرساله إلى بغداد، وفي عام 828 كان جزءًا من وفد أرسله الخليفة المأمون (حكم 813-833) لعرض " عبد الله والي خراسان. وبحسب ابن العديم، فقد عُيِّن لفترة وجيزة محافظًا على حلب، وقناصرين، والواسم والثور، بدلاً من نجل المأمون العباس في حوالي.829 ثم أقيل وأعيد العباس إلى تلك المناصب.
في عام 830، بعد قرار المأمون بمواصلة الحملة ضد البيزنطيين، عين الخليفة إسحاق نائباً له في بغداد، كما منحه السيطرة على مناطق سواد وحلوان ودجلة .خلال السنوات الأخيرة من حكم المأمون، نفذ إسحاق توجيهات الخليفة في بغداد بينما بقي الأخير بعيدًا عن المدينة.في عام 832، على سبيل المثال، نفذ تعليمات المأمون بأن تبدأ قوات الحامية في تلاوة التكبير عند أداء الصلاة .
في العام التالي، من أجل ضمان الامتثال لعقيدة المعتزلة بأن القرآن قد خلق، افتتح المأمون المحنة أو محاكم التفتيش وأمر إسحاق بتنفيذها في بغداد.وبناءً على ذلك، أرسل إسحاق العديد من الأفراد إلى الخليفة لاستجوابهم وأجرى مقابلات مع عدد من علماء الدين بنفسه، وعندها تلقى تعليمات أخرى لمعاقبة أولئك الذين قدموا إجابات غير مرضية.في النهاية وافق غالبية المستجوبين على القول بأن القرآن قد خلق، لكن أحمد بن حنبل ومحمد بن نوح العجلي ظلوا صامدين في معارضتهم وبالتالي أرسلهم إسحاق إلى الخليفة في الحديد.

## تحت المعتصم

سامراء في القرن التاسع

في عهد المعتصم خليفة المأمون (حكم 833-842)، عمل إسحاق كواحد من أقرب المستشارين والمقربين للخليفة. بعد نقل المعتصم مكان إقامته، مع البيروقراطية الحكومية والجيش، إلى عاصمته الجديدة سامراء عام 836، تم تعيين إسحق لرئاسة أمن سامراء ( معونة ) إلى جانب الضابط التركي إيتاخ،  لكنه احتفظ أيضًا بمنصبه كرئيس لشربة بغداد وبقي من سكان تلك المدينة.لبقية حياة إسحاق، كانت سامراء مقراً للمعتصم وخلفائه، بينما استمر إسحاق نفسه في تمثيلهم في بغداد.
بعد فترة وجيزة من اعتلاء المعتصم في أغسطس 833، تم تعيين إسحاق محافظًا على الجبال وأمر بالتعامل مع خوراميت تلك المنطقة، الذين تجمعوا في منطقة همدان وهزموا جيشًا سابقًا أرسل ضدهم.وبناءً على ذلك، اختار إسحاق شقيقه طاهر ليحكم الشرطة بدلاً منه وانطلق إلى المحافظة.عند وصوله، كان قادرًا على تحقيق نصر كبير ضد الخراميين، مما أسفر عن مقتل عشرات الآلاف من المتمردين وإجبار كثيرين آخرين على الفرار إلى البيزنطيين.بعد إرسال رسالة النصر في ديسمبر 833، عاد إلى العراق في مايو 834، وجلب معه عددًا كبيرًا من الأسرى والأفراد الذين حصلوا على ضمانات بالسلامة.
في عام 838 أشرف إسحاق على إعدام عبد الله، شقيق الثائر الخرامي المهزوم باباك الخرامي، وأخذ جثته في بغداد. في عام 840 اعتقل مازيار، أمير طبرستان الثائر الأسير، بعد وصول الأخير إلى العراق.ولدى استقباله أمر إسحاق بنقله على متن فيل واصطحبه إلى الخليفة في سامراء.في نفس العام، شكل جزءًا من المحكمة التي حاكمت الجنرال المشين الأفشين، والتي انتهت بإدانة الأفشين بالردة وإلقاءه في السجن.

## تحت الوثيق
بعد وفاة المعتصم في يناير 842، أدى إسحاق قسم الولاء في بغداد لابنه الواثق (حكم 842-847). في عهد الخليفة الجديد، تم استدعاؤه لرئاسة قضايا العديد من مسؤولي المظالم خلال حملة قمع عامة ضد البيروقراطية الحكومية في 843-4، وفي عام 845 أشرف على أحداث موسم الأعياد (الموسم) خلال السنة.الحج . في نفس العام، حسب الصلي والشبوشتي، عين حاكمًا لخراسان بعد وفاة عبد الله بن طاهر، لكن الواثق غير رأيه فيما بعد وألغى التعيين، وأعطى خراسان لابن عبد الله طاهر .في حين أن.
مثل أسلافه، حافظ الواثق على موقف أن القرآن خلق، واستمرت المحنة في عهده.بلغت المقاومة لهذه السياسات في بغداد ذروتها في نهاية المطاف في 846، عندما شكل مؤيدو العقيدة بقيادة أحمد بن نصر الخزاعي خططًا لإطلاق تمرد شعبي ضد الحكومة المركزية.تم اكتشاف المؤامرة قبل الموعد المقرر للثورة، واعتقل أحمد من قبل عميل شقيق إسحاق محمد بن إبراهيم المصعبي (كان إسحاق نفسه غائبًا عن المدينة وقت الحادث)..ثم شارك إسحاق في استجواب الواثق لزعيم المتمردين في سامراء، وبناءً على أوامره تم اعتقال عدد من أنصار أحمد وسجنهم.

## السنوات الماضية والإرث
مثَّل انضمام المتوكل (حكم من 847 إلى 861) قطيعة كبيرة في سياسات وموظفي الحكومة المركزية.لم يكتف الخليفة الجديد بإنهاء المحنة والتخلي عن المعتزلة، بل شرع أيضًا في إزاحة كبار المسؤولين العسكريين والمدنيين الذين سيطروا على إدارات سلفيه.كجزء من حملته لإضعاف النظام القديم وتعزيز قبضته على السلطة، اعتمد المتوكل على إسحاق للعمل ضد أولئك المسؤولين الذين كانوا أقوياء من أن يتم مهاجمتهم في سامراء نفسها.
وفقًا لسياسته الجديدة، أمر الخليفة إسحاق في عام 849 بإزالة الحاكم القوي إيتاخ، الذي كان قد غادر سامراء ليذهب لأداء فريضة الحج في ذلك العام.في رحلة عودته، اعترض إسحاق إيتاخ وأقنعه بالالتفاف إلى بغداد.ولدى وصوله تم فصله عن حاشيته واحتجازه.سُمح له بالموت من العطش أثناء احتجازه في منزل إسحاق، وبقي أبناؤه في السجن لما تبقى من حكم المتوكل.
في عام 850 م مرض إسحاق، وتوفي في 7 أو 8 يوليو 850 م، بعد أن عين ابنه محمد بن إسحاق بن إبراهيم خلفًا له.وأثناء مرضه الأخير، زاره المعتز، نجل المتوكل، والضابط التركي بوغا الشرابي، وفرقة من القادة والجنود الآخرين.
في تقييم تراث إسحاق، يعتبره المؤرخون المعاصرون عمومًا أنه خادم مفيد للغاية وجدير بالثقة للخلفاء.يُعزى الفضل في إدارته لبغداد إلى ضمان استمرار ولاء سكان المدينة للحكومة المركزية، خاصة بعد نقل مقر الخلفاء إلى سامراء، وكان بمثابة ثقل موازن للقوة المتزايدة للجنرالات الأتراك في البلاد.رأس المال، وهو الدور الذي سيواصل خلفاؤه اتباعه بعد وفاته.في الوقت نفسه، ساعد في تقوية والحفاظ على مصالح الطاهريين في العراق، وعمل كوكيل لهم في ممارسة التأثير على محكمة الخلافة.بعد وفاته، بقيت شرطة بغداد في أيدي أبنائه حتى تولى محمد بن عبد الله بن طاهر المنصب عام 851، وظل حاكم المدينة في يد الطاهريين حتى العقد الأخير من القرن التاسع.